# West-Sulawesi
West-Sulawesi (Indonesisch: Sulawesi Barat), vroeger ook wel West-Celebes genoemd, is de 33e provincie van Indonesië, ontstaan op 16 oktober 2004 en heeft 938.254 inwoners (2004).  Het is gelegen op het eiland Sulawesi en was voorheen onderdeel van de provincie Zuid-Sulawesi. 
De provincie heeft een oppervlakte van 16.796 km². De economie is hoofdzakelijk gebaseerd op de mijnbouw, landbouw en visserij. De hoofdstad is Mamuju.

## Bestuurlijke indeling
West-Sulawesi is onderverdeeld in de volgende regentschappen :
- Mamuju
- Mamuju Utara
- Majene
- Polewali-Mandar
- Mamasa